# Juventus Bukarest
Juventus Bukarest war ein rumänischer Fußballverein aus Bukarest. Er wurde ein Mal rumänischer Fußballmeister.

## Geschichte
Juventus Bukarest entstand 1924 aus dem Zusammenschluss von Triumf Bukarest und Romcomit Bukarest. Erster Präsident und Gründer des Vereins war Ettore Brunelli, der italienische Präsident der Romanian-Italian Commercial Bank und Sponsor von Romcomit. Im Jahre 1926 engagierte Juventus den ersten ausländischen Trainer im rumänischen Fußball, den Ungarn Gustav Hlaway.
In der Saison 1929/30 feierte Juventus seine einzige rumänische Fußballmeisterschaft. Ab 1933 spielte Juventus bis auf die Saison 1940/41 durchgehend in der höchsten rumänischen Fußballliga, der Divizia A.
Nach dem Zweiten Weltkrieg wurde Juventus auf Betreiben der neuen kommunistischen Regierung vom staatlichen Ölkonzern übernommen. In der Folge wechselte häufig der Vereinsname von Distribuția (1947) über Competrol (1948) und Partizanul (1950) zu Flacăra (1951). Im Jahre 1952 wechselte der Verein schließlich nach Ploiești und spielte dort als FC Petrolul Ploiești weiter. Der „neue“ Verein konnte noch drei Mal die rumänische Meisterschaft erringen.
In den 1990er Jahren wurde in Bukarest wieder ein Verein namens Juventus Colentina Bukarest gegründet, der mit Juventus Bukarest nichts zu tun hat und der seit 2010 in der Liga II spielt.

## Erfolge
- Rumänischer Fußballmeister: 1929/30

## Spieler
- Emerich Vogl (1929–1940)
- Coloman Braun-Bogdan (1934–1940)

## Trainer
- Gyula Feldmann (1928)
- Coloman Braun-Bogdan (1934–1936, 1938–1940)
- Emerich Vogl (1942–1949)